# Reichskreuz (Heraldik)

Reichskreuz (Muster)

Das Reichskreuz (französisch croix imperiale, englisch imperial cross) ist eine Wappenfigur in der Heraldik und wird als Kreuz auf einem Kreis oder einer Kugel dargestellt. Es wird auch als das „Reich-Christi-Kreuz“ bezeichnet und soll als Symbol die Weltherrschaft Christi darstellen. Die Farbgebung folgt den heraldischen Regeln.